# Flodoardo di Reims
Flodoardo (Épernay, 894 – Hautvillers, 28 marzo 966) è stato uno storico, poeta e religioso francese. Flodoardo è noto per il suo lavoro di storico della Chiesa locale di Reims e di quella romana durante il Saeculum obscurum. Fu anche poeta e uomo particolarmente colto.

## Biografia
Monaco benedettino e poi canonico a Reims, Flodoardo (conosciuto anche col nome di Frodoardus o Flauvaldus) occupò, nonostante fosse ancora giovane, un'importante posizione nella Curia arcivescovile sotto il vescovo Suelfo, in qualità di archivista della biblioteca capitolare. Nel 925, alla morte del vescovo suo protettore, Flodoardo si scontrò con Eriberto di Vermandois, il quale pose suo figlio Ugo al posto del legittimo successore di Suelfo, Artaldo. Per questo motivo, Flodoardo perse tutti i suoi benefici: la prima volta già nel 925 (durante questo bando da Reims fu, nel 936, alla corte papale di Leone VII); la seconda nel 942, quando ritornò a Reims e fu imprigionato. Con il trionfo finale dell'arcivescovo Artoldo, nell'anno 947, Flodoardo divenne il maggior consigliere di Artaldo e fu eletto vescovo di Noyon e Tournai, ma presto si ritirò a fare vita monacale nell'anno 952, dedicandosi alla devozione (quale abate del monastero di San Basilio, carica che tenne fino a 70 anni) e l'attività letteraria fino alla morte.

## Opere
Flodoardo, nel corso del suo ritiro claustrale, si dedicò alla stesura di significative opere in prosa e in poesia. Tra i primi troviamo:
- La sua storia della Chiesa di Reims (Historia Remensis Ecclesiae o Gesta Pontificum Remensium[4]) è sicuramente la sua opera principale: divisa in 4 libri, essa tratta della diocesi di Reims fino al 948[5] Flodoardo aveva accesso alle archiviazioni ecclesiastiche, che utilizzò per elaborare la sua storia e molte volte le riprodusse in forma testuale. I documenti relativi al periodo di Incmaro sono particolarmente preziosi.
- Gli Annales, che coprono il periodo 919-966, sono alquanto importanti, per l'onestà dell'autore e per la posizione centrale che Reims occupava nella situazione politica dell'epoca[4].
- De Romanis Pontificis, opera composta in onore di Leone VII e che tratta delle biografie dei papi da San Pietro fino a Leone VII stesso, in 15 libri[6].

Tra le opere poetiche:
- Il poema dei Trionfi di Cristo (De Triumphis Christi), accompagnati da quelli dei suoi santi martiri in Palestina ed Antiochia[3], furono realizzati per ringraziare della sua stima papa Leone VII[3]. Successivamente, tali opere poetiche (cui si aggiunsero in appendice i De Romanis Pontificis) furono dedicati all''arcivescovo Ruotberto[3].